# Hultsjön (Risinge socken, Östergötland)
Hultsjön är en sjö i Finspångs kommun i Östergötland och ingår i Motala ströms huvudavrinningsområde.